# Kailashahar
Kailashahar (soms ook gespeld als Kailasahar) is een nagar panchayat (plaats) in het district Unakoti van de Indiase staat Tripura. 

## Demografie
Volgens de Indiase volkstelling van 2001 wonen er 20.279 mensen in Kailashahar, waarvan 51% mannelijk en 49% vrouwelijk is. De plaats heeft een alfabetiseringsgraad van 82%.